# Ion Ivan-Roncea
Ion Ivan-Roncea (* 27. Januar 1947 in Frumușani, Kreis Călărași) ist ein rumänischer Harfenist.

## Leben
Seinen ersten Unterricht erhielt Ivan-Roncea von 1954 bis 1958 in seiner Heimatstadt, von 1958 bis 1966 wurde er von Marica Pessione in Bukarest unterrichtet. Von 1966 bis 1971 studierte er bei Liana Pasquali an der Nationalen Musikuniversität Bukarest, von 1977 bis 1979 studierte er bei Pearl Chertok in New York. Heute ist er Professor für Harfe in Bukarest, außerdem ist er Soloharfenist des George-Enescu-Synphonieorchesters in Bukarest und oft Jurymitglied bei bedeutenden Harfenwettbewerben.

## Auszeichnungen
- 1976: Erster Preis beim Internationalen Harfenwettbewerb in Israel
- 1976: Kritikerpreis der Romanian Association of Performing Artists
- 1979 und 1988: Certificate of Appreciation der American Harp Society
- 1984: Lily Laskine Award der Harp Renaissance Society
- 2004: Cultural Merit
- 2008: Prize for Music of the Radio Rumania Cultural